# Kazimierz Kelles-Krauz
Kazimierz Kelles-Krauz (Szczebrzeszyn, 2 marzo 1872 – Vienna, 24 giugno 1905) è stato un filosofo polacco, membro del Partito Socialista Polacco. Fu uno dei più importanti pensatori marxisti alla fine del XIX secolo.

## Biografia
Kelles-Krauz nacque a Szczebrzeszyn, nell'Impero russo e morì a Pernitz, in Austria-Ungheria.
Timothy Snyder di Yale sostiene che Kelles-Krauz, scrivendo due decenni prima di Hans Kohn e Carlton Hayes, dovrebbe essere considerato pioniere dello studio moderno del nazionalismo.